# Rowllin Borges
Rowllin Borges (Goa, India, 5 de junio de 1992) es un futbolista de la India que juega en la posición de centrocampista. Desde el 2023 juega con el FC Goa cedido por el Mumbai City FC.

## Carrera

### Club
| Periodo   | Club                   | Apariciones | Goles |
| --------- | ---------------------- | ----------- | ----- |
| 2011-2016 | Sporting Goa           | 58          | 3     |
| 2016–2019 | NorthEast United       | 48          | 4     |
| 2017      | → East Bengal (cedido) | 12          | 1     |
| 2019–     | Mumbai City FC         | 55          | 4     |
| 2023–     | → FC Goa (cedido)      | 0           | 0     |

### Selección nacional
Borges debutó con India entrando de cambio por Eugeneson Lyngdoh ante Nepal el 31 de agosto de 2015 en un empate 0–0 en un amistoso. Fue convocado para la 2018 FIFA World Cup qualifiers, donde el 8 de septiembre de 2015 jugó ante Irán entrando de cambio por Dhanpal Ganesh en la derrota por 0–3. Borges sería convocado para jugar en el campeonato de la SAFF 2015. Anotó su primer gol con la selección nacional ante Nepal el 27 de diciembre de 2015 en la victoria de India por 4–1. Borges jugó la final ante Afganistán, que ganó India 2–1 en tiempo extra. Como resultado de su desempeño en 2016, Borges ganó el premio al Futbolista Emergente del Año por la AIFF. Fue convocado para jugar la clasificación para la Copa Asiática 2019. Borges anotaría ante Macao el 11 de octubre de 2017, lo que le dio la clasificación a la Copa Asiática 2019. Participó en la 2018 Intercontinental Cup, y jugó la final ante Kenia el 10 de junio de 2018, que terminó ganando India por 2–0. Estuvo convocado para la Copa Asiática 2019. Jugó ante Tailandia entrando de cambio al minuto 78 por Anirudh Thapa en la victoria de India por 4-1. Fue la primera victoria de India en la Copa Asiática en 55 años, además de su mayor victoria en la historia en el torneo. También jugó ante Baréin el 14 de enero, en la derrota por 0–1, la que lo eliminó del torneo. Borges también jugó en la clasificación de AFC para la Copa Mundial de Fútbol de 2022 ante Omán el 9 de septiembre de 2019 que terminó con derrota por 1–2, ante Catar el 10 de septiembre, que terminó 0–0.

### Goles con selección nacional
| N.º | Fecha      | Sede                                                | Partido | Rival | Marcador | Resultado | Torneo                                   | Ref.   |
| --- | ---------- | --------------------------------------------------- | ------- | ----- | -------- | --------- | ---------------------------------------- | ------ |
| 1.  | 27-12-2015 | Trivandrum International Stadium, Trivandrum, India | 6       | Nepal | 1–1      | 4–1       | Campeonato de la SAFF 2015               | [ 26 ] |
| 2.  | 11-10-2017 | Sree Kanteerava Stadium, Bengaluru, India           | 19      | Macao | 1–0      | 4–1       | Clasificación para la Copa Asiática 2019 | [ 27 ] |

## Logros

### Club
- Indian Super League Championship: 2020–21
- Indian Super League Premiers: 2020-21

### Selección nacional
- SAFF Championship: 2015
- serie Tres Naciones: 2017
- Copa Intercontinental: 2018, 2023

### Individual
- AIFF Emerging Player of the Year: 2016